# Soroa
Koordinaten: 22° 48′ N, 83° 1′ W
Soroa ist ein Ort im Municipio Candelaria in der kubanischen Provinz Artemisa. Bekannt ist er aufgrund seines vielbesuchten Wasserfalles Salto de Soroa und seines Orchideengartens. Soroa liegt in der Sierra del Rosario.
Soroa befindet sich etwa 76 km westlich von Havanna. Eine Abfahrt der Autobahn Havanna-Pinar del Río befindet sich ca. 10 km südlich. Im Ort befindet sich das Hotel Villa Soroa.
Der Ortsname geht auf die spanischen Brüder Lorenzo and Antonio Soroa Munagorri zurück. Diese kamen 1856 nach Kuba in der Hoffnung als Kaffeeproduzenten ihr Glück zu machen. Das kristallklare Wasser der umgebenden Flüsse bringt einen Regenbogen in den Morgenstunden, darauf beruht die Bezeichnung „Regenbogen Kubas“ („Arco Iris de Cuba“) für Soroas Fälle. Wie in der gesamten Provinz besteht in Flora und Fauna eine subtropische Vielfalt. Rund 20.000 Pflanzen, wie Farne unzählige Baumgruppen ergeben ein Weltbiosphärenreservat. Das Klima von Soroa ist durch häufige Regenfälle bei einer mittleren Jahrestemperatur von 24 °C charakterisiert. Wodurch ein typischer immergrüner Regenwald mit 40 Meter hohen Bäumen entstand, der sich von der vorgelagerten flachen Niederung abhebt.

## Salto de Soroa
Der Salto de Soroa stürzt 22 m tief. Unterhalb des Wasserfalles befindet sich ein natürliches Wasserbecken zum Baden und Schwimmen. Der Wasserfall liegt innerhalb dichter Vegetation und ist über einen betonierten Fußweg zu erreichen. Zum Wasserbecken gelangt man über eine Treppe, die auf dem Rückweg wieder emporgestiegen werden muss. Der „Salto Arco Iris“ wird vom Rio Manantiades gespeist. Bemerkenswert zu einer Haube verbundene Stalagtiten durch das kalkhaltige Wasser.

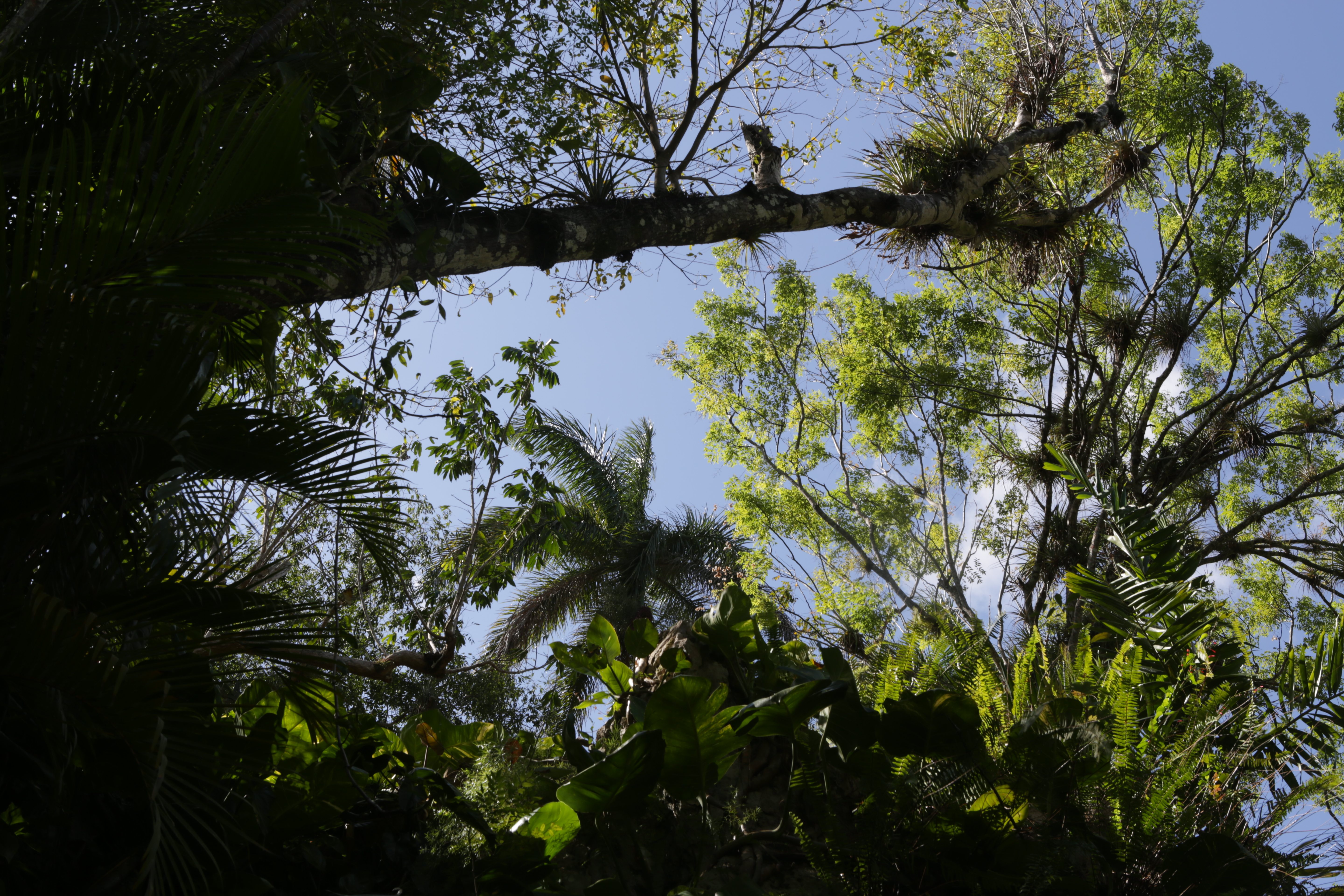
Blick im Orchideengarten in Soroa

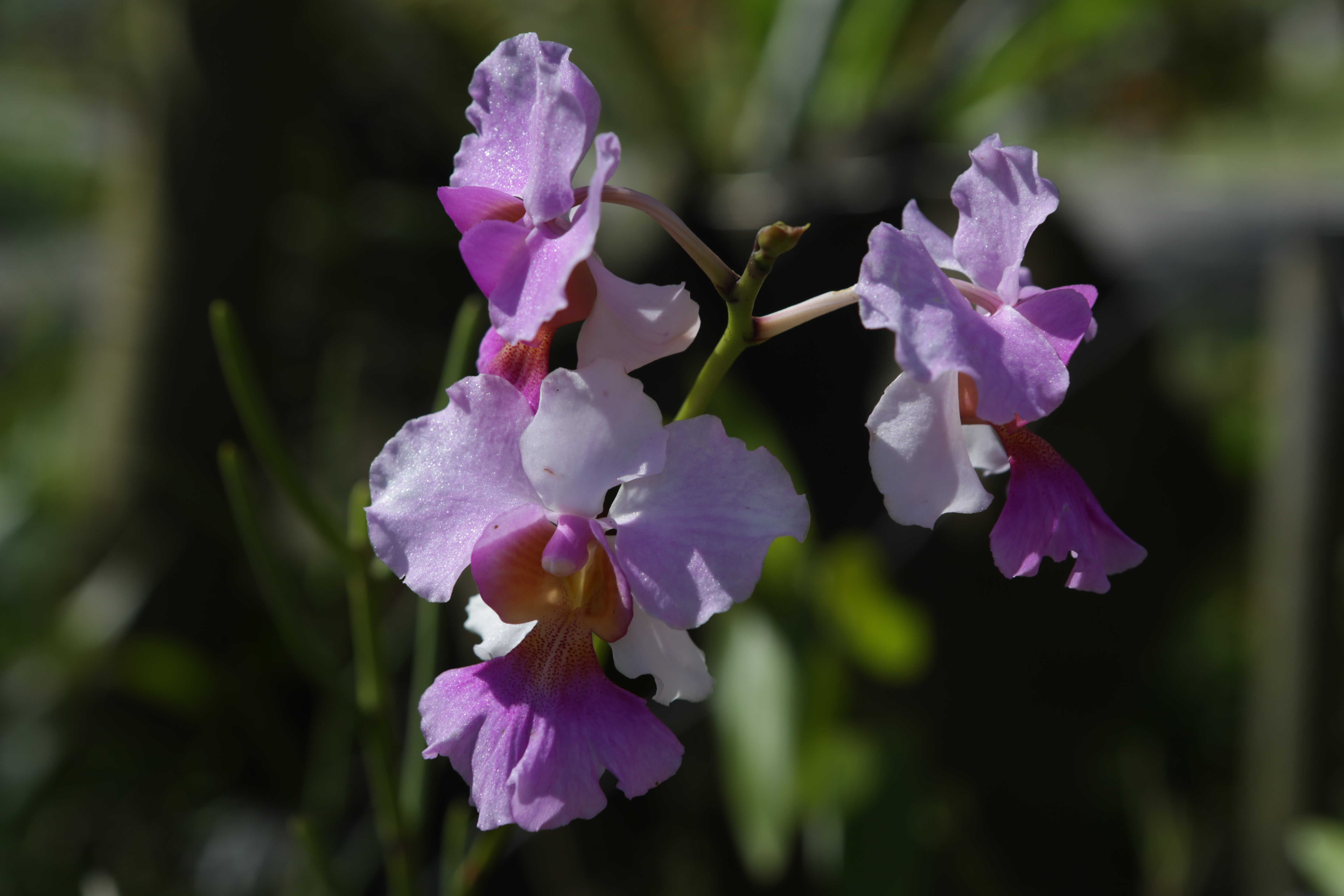
Orchidee in Soroa

## Orchideengarten
Der kanarische Einwanderer Tomás Felipe Camacho gründete den Orchideengarten 1943 mit über 700 Arten aus aller Welt. Darunter seltene Arten wie Paradiesvogelorchidee, die Flor de San Pedro oder die Schwarze Orchidee. Der „Jardín Botánico Orquideario“ liegt auf einem Hügel am Ort. Ein Drittel der Orchideen sind für Kuba endemisch, Blütezeit ist vorrangig November bis Mai.

## Mirador de Soroa – Aussichtspunkt
Der Aussichtspunkt „El Mirador de Soroa“ auf der höchsten Stelle der umliegenden Berge liegt zu Fuß zwei Kilometer. Die letzte Strecke führt eine Treppe bergauf. Der Blick geht bevorzugt nach Norden auf die Berge und mitunter sind beide Küsten Kubas zu sehen.

## Weblink
- Touristische Informationen eines Reiseunternehmens: Cuba Beautiful by Nature (engl.)